# پرچم ترکمنستان

پرچم ترکمنستان

پرچم ترکمنستان (به ترکمنی: Türkmenistanyň baýdagy) پرچم اخیر کشور ترکمنستان است که با اندکی تغییر نسبت به پرچم پیشین از ۲۴ ژانویه ۲۰۰۱ به‌عنوان پرچم رسمی این کشور برگزیده شد.این پرچم تحت اساطیر قومی ترکمنی طراحی شده است. این پرچم دارای زمینهٔ سبز با نشان هلال و ستاره است.

پرچم روسیه تزاری که تا سال ۱۹۱۷ پرچم رسمی ممالک تحت کنترل روسیه بود.
پرچم سوسیالیستی ترکمنستان تا ۱۹۹۲ پرچم رسمی ترکمنستان باقی بود.
پرچم ترکمنستان از سال ۱۹۹۲ تا سال ۱۹۹۷.
پرچم ترکمنستان از سال ۱۹۹۷ تا ۲۰۰۱

## معنای پرچم
- رنگ سبز به معنای تُرک بودن مردم ترکمنستان

- ستاره و ماه نماد اسلام و پنج ستاره به معنای پنج ایالت ترکمنستان

- بخش قرمز رنگ پرچم نماد صنعت فرش این کشور است.